# Fotboll vid olympiska sommarspelen 1980

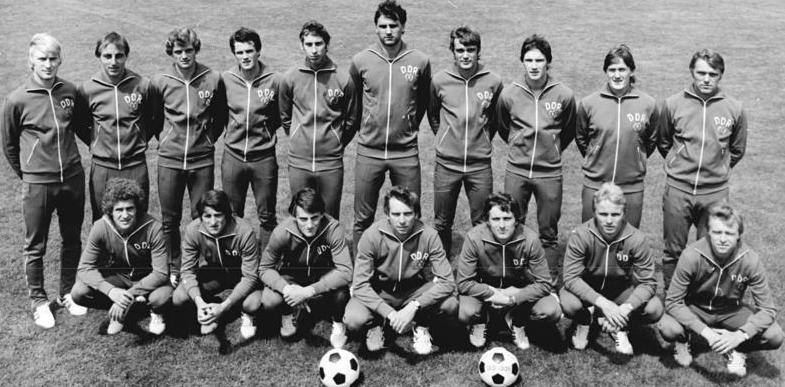
Östtysklands lag.

Fotboll vid olympiska sommarspelen 1980 i Moskva, Ryska SSR, Sovjetunionen spelades 20 juli-2 augusti 1980 och vanns av Tjeckoslovakien före Östtyskland och Sovjetunionen. 16 lag var indelade i fyra grupper:
- Grupp A (Kuba, Sovjetunionen, Venezuela, Zambia)
- Grupp B (Colombia, Kuwait, Nigeria, Tjeckoslovakien)
- Grupp C (Algeriet, Spanien, Östtyskland, Syrien)
- Grupp D (Costa Rica, Finland, Irak, Jugoslavien)

De två bästa lagen i varje grupp vidare till kvartsfinaler.
Fotbollsturneringen spelades på fem olika platser: 
- Stora arenan Centrala Leninstadion (Moskva)
- Stora arenan Dynamostadion (Moskva)
- Kirovstadion (Leningrad)
- Republikstadion (Kiev)
- Dynamostadion (Minsk)

Finalen spelades på Stora arenan centrala Leninstadion och matchen om tredje pris på Stora arenan Dynamostadion. Fotbollsturneringen var det mest sedda evenemanget under sommarspelen 1980: 1 821 624 åskådare kom och såg 32 matcher.

## Kvalspel
På grund av politisk bojkott kom visa lag som kvalificerat sig (parentes) inte till spel. Följande 16 lag kvalade in:
| - Afrika (Caf) - Algeriet - Nigeria (ersättare för Ghana) - Zambia (ersättare för Egypten) - Asien (AFC) - Irak (ersättare för Malaysia) - Kuwait - Syrien (ersättare för Iran - Nord- och Centralamerika (Concacaf) - Costa Rica - Kuba (ersättare för USA) | - Sydamerika (Comnebol) - Colombia - Venezuela (ersättare för Argentina) - Europa (Uefa) - Tjeckoslovakien - Finland (ersättare för Norge) - Östtyskland (direktkvalificerade som olympiska mästare 1976) - Spanien - Jugoslavien - Hemmalag - Sovjetunionen |

## Domare
| Afrika - Belaid Lacarne - Bassey Eyo-Honesty - Nyirenda Chayu Asien - Salim Naji Al-Hachami - Ali Albannai Abdulwahab - Marwan Arafat Nord- och Centralamerika - Luis Siles Calderón - Ramón Calderón Castro - Mario Rubio Vázquez Sydamerika - Romualdo Arppi Filho - Guillermo Velasquez - Enrique Labo Revoredo - José Castro Lozada | Europa - Franz Wöhrer - Vojtěch Christov - Anders Mattsson - Riccardo Lattanzi - Klaus Scheurell - Bob Valentine - Emilio Guruceta-Muro - Ulf Eriksson - André Daina - Marjan Raus - Eldar Azim-Zade |

## Medaljörer
| Gren   | Guld | Silver | Brons |
| Herrar | Tjeckoslovakien Stanislav Seman Luděk Macela Josef Mazura Libor Radimec Zdeněk Rygel Petr Němec Ladislav Vízek Jan Berger Jindřich Svoboda Luboš Pokluda Werner Lička Rostislav Václavíček Jaroslav Netolička Oldřich Rott František Štambacher František Kunzo | Östtyskland Bodo Rudwaleit Arthur Ullrich Lothar Hause Frank Uhlig Frank Baum Rüdiger Schnuphase Frank Terletzki Wolfgang Steinbach Jürgen Bähringer Werner Peter Dieter Kühn Norbert Trieloff Matthias Müller Matthias Liebers Bernd Jakubowski Wolf-Rüdiger Netz | Sovjetunionen Rinat Dasayev Tengiz Sulakvelidze Aleksandr Tjivadze Vagiz Chidijatullin Oleg Romantsev Sergej Sjavlo Sergej Andrejev Volodymyr Bezsonov Juri Gavrilov Fjodor Cherenkov Valerij Gazzajev Vladimir Pilguj Serhij Baltatja Sergei Nikulin Choren Oganesian Aleksandr Prokopenko |

## Spelartrupper
Huvudartikel: Spelartrupper i fotboll vid olympiska sommarspelen 1980

## Turneringen

### Första omgången

#### Grupp A
| Nr | Lag           | S | V | O | F | GM | IM | MS  | P |
| -- | ------------- | - | - | - | - | -- | -- | --- | - |
| 1  | Sovjetunionen | 3 | 3 | 0 | 0 | 15 | 1  | +14 | 6 |
| 2  | Kuba          | 3 | 2 | 0 | 1 | 3  | 9  | −6  | 4 |
| 3  | Venezuela     | 3 | 1 | 0 | 2 | 3  | 7  | −4  | 2 |
| 4  | Zambia        | 3 | 0 | 0 | 3 | 2  | 6  | −4  | 0 |

| 2         | 20 juli 1980 | Kuba              | 1 – 0           | Zambia | Kirovstadion                                                 |                                                              |
| 20:00 UTC | 20:00 UTC    | Andrés Roldán 58′ | (0 – 0) Rapport |        | Leningrad Publik: 100 000 Domare: Marijan Raus (Jugoslavien) | Leningrad Publik: 100 000 Domare: Marijan Raus (Jugoslavien) |
| 20:00 UTC | 20:00 UTC    |                   |                 |        | Leningrad Publik: 100 000 Domare: Marijan Raus (Jugoslavien) | Leningrad Publik: 100 000 Domare: Marijan Raus (Jugoslavien) |
| 20:00 UTC | 20:00 UTC    |                   |                 |        | Leningrad Publik: 100 000 Domare: Marijan Raus (Jugoslavien) | Leningrad Publik: 100 000 Domare: Marijan Raus (Jugoslavien) |

|     | 20 juli 1980 | Sovjetunionen                                                                   | 4 – 0           | Venezuela | Luzjnikistadion                          |                                          |
| UTC | UTC          | Sergej Andrejev 3′ Fjodor Tjerenkov 25′ Jurij Gavrilov 34′ Choren Oganesian 51′ | (3 – 0) Rapport |           | Moskva Domare: Franz Woehrer (Österrike) | Moskva Domare: Franz Woehrer (Österrike) |
| UTC | UTC          |                                                                                 |                 |           | Moskva Domare: Franz Woehrer (Österrike) | Moskva Domare: Franz Woehrer (Österrike) |
| UTC | UTC          |                                                                                 |                 |           | Moskva Domare: Franz Woehrer (Österrike) | Moskva Domare: Franz Woehrer (Österrike) |

|     | 22 juli 1980 | Kuba                               | 2 – 1           | Venezuela            | Kirovstadion                                                    |                                                                 |
| UTC | UTC          | Luis Hernández 49′ Ramón Núñez 71′ | (0 – 0) Rapport | 68′ Iker Zubizarreta | Leningrad Publik: 70 000 Domare: Emilio Guruceta-Muro (Spanien) | Leningrad Publik: 70 000 Domare: Emilio Guruceta-Muro (Spanien) |
| UTC | UTC          |                                    |                 |                      | Leningrad Publik: 70 000 Domare: Emilio Guruceta-Muro (Spanien) | Leningrad Publik: 70 000 Domare: Emilio Guruceta-Muro (Spanien) |
| UTC | UTC          |                                    |                 |                      | Leningrad Publik: 70 000 Domare: Emilio Guruceta-Muro (Spanien) | Leningrad Publik: 70 000 Domare: Emilio Guruceta-Muro (Spanien) |

| 9         | 22 juli 1980 | Sovjetunionen                                    | 3 – 1           | Zambia              | Luzjnikistadion                     |                                     |
| 20:00 UTC | 20:00 UTC    | Vagiz Khidiyatullin 9′, 51′ Fyodor Cherenkov 87′ | (1 – 1) Rapport | 13′ Godfrey Chitalu | Moskva Domare: Marwan Arafat (Irak) | Moskva Domare: Marwan Arafat (Irak) |
| 20:00 UTC | 20:00 UTC    |                                                  |                 |                     | Moskva Domare: Marwan Arafat (Irak) | Moskva Domare: Marwan Arafat (Irak) |
| 20:00 UTC | 20:00 UTC    |                                                  |                 |                     | Moskva Domare: Marwan Arafat (Irak) | Moskva Domare: Marwan Arafat (Irak) |

| 17        | 24 juli 1980 | Sovjetunionen | 8 – 0           | Kuba | Dynamostadion                                               |                                                             |
| 20:00 UTC | 20:00 UTC    | Sergey Andreyev 8′, 27′, 44′ Oleg Romantsev 20′ Sergey Shavlo 43′ Fyodor Cherenkov 55′ Yuri Gavrilov 75′ Volodymyr Bessonov 77′ | (5 – 0) Rapport |      | Moskva Domare: Robert Valentine (Skottland, Storbritannien) | Moskva Domare: Robert Valentine (Skottland, Storbritannien) |
| 20:00 UTC | 20:00 UTC    | |                 |      | Moskva Domare: Robert Valentine (Skottland, Storbritannien) | Moskva Domare: Robert Valentine (Skottland, Storbritannien) |
| 20:00 UTC | 20:00 UTC    | |                 |      | Moskva Domare: Robert Valentine (Skottland, Storbritannien) | Moskva Domare: Robert Valentine (Skottland, Storbritannien) |

|     | 24 juli 1980 | Venezuela                                   | 2 – 1           | Zambia              | Kirovstadion                                                      |                                                                   |
| UTC | UTC          | Iker Zubizarreta 86′ Robert Elie 90′ (str.) | (0 – 0) Rapport | 73′ Godfrey Chitalu | Leningrad Publik: 80 000 Domare: Jésus Paulino Siles (Costa Rica) | Leningrad Publik: 80 000 Domare: Jésus Paulino Siles (Costa Rica) |
| UTC | UTC          |                                             |                 |                     | Leningrad Publik: 80 000 Domare: Jésus Paulino Siles (Costa Rica) | Leningrad Publik: 80 000 Domare: Jésus Paulino Siles (Costa Rica) |
| UTC | UTC          |                                             |                 |                     | Leningrad Publik: 80 000 Domare: Jésus Paulino Siles (Costa Rica) | Leningrad Publik: 80 000 Domare: Jésus Paulino Siles (Costa Rica) |

#### Grupp B
| Nr | Lag             | S | V | O | F | GM | IM | MS | P |
| -- | --------------- | - | - | - | - | -- | -- | -- | - |
| 1  | Tjeckoslovakien | 3 | 1 | 2 | 0 | 4  | 1  | +3 | 4 |
| 2  | Kuwait          | 3 | 1 | 2 | 0 | 4  | 2  | +2 | 4 |
| 3  | Colombia        | 3 | 1 | 1 | 1 | 2  | 4  | −2 | 3 |
| 4  | Nigeria         | 3 | 0 | 1 | 2 | 2  | 5  | −3 | 1 |

| 5         | 21 juli 1980 | Tjeckoslovakien                                       | 3 – 0           | Colombia | Kirovstadion                                |                                             |
| 19:00 UTC | 19:00 UTC    | Lubomír Pokluda 14′ Jan Berger 18′ Ladislav Vízek 85′ | (2 – 0) Rapport |          | Leningrad Domare: Belaid Lacarne (Algeriet) | Leningrad Domare: Belaid Lacarne (Algeriet) |
| 19:00 UTC | 19:00 UTC    |                                                       |                 |          | Leningrad Domare: Belaid Lacarne (Algeriet) | Leningrad Domare: Belaid Lacarne (Algeriet) |
| 19:00 UTC | 19:00 UTC    |                                                       |                 |          | Leningrad Domare: Belaid Lacarne (Algeriet) | Leningrad Domare: Belaid Lacarne (Algeriet) |

| 6         | 21 juli 1980 | Kuwait                                 | 3 – 1           | Nigeria                    | Dynamostadion                                |                                              |
| 20:00 UTC | 20:00 UTC    | Faisal Al Dakheel 16′, 40′, 85′ (str.) | (2 – 1) Rapport | 25′ (sjm.) Mahboub Mubarak | Moskva Domare: Klaus Scheurell (Östtyskland) | Moskva Domare: Klaus Scheurell (Östtyskland) |
| 20:00 UTC | 20:00 UTC    |                                        |                 |                            | Moskva Domare: Klaus Scheurell (Östtyskland) | Moskva Domare: Klaus Scheurell (Östtyskland) |
| 20:00 UTC | 20:00 UTC    |                                        |                 |                            | Moskva Domare: Klaus Scheurell (Östtyskland) | Moskva Domare: Klaus Scheurell (Östtyskland) |

| 14        | 23 juli 1980 | Colombia             | 1 – 1           | Kuwait            | Dynamostadion                           |                                         |
| 20:00 UTC | 20:00 UTC    | Carlos Molinares 73′ | (0 – 0) Rapport | 64′ Jassem Sultan | Moskva Domare: Anders Mattson (Finland) | Moskva Domare: Anders Mattson (Finland) |
| 20:00 UTC | 20:00 UTC    |                      |                 |                   | Moskva Domare: Anders Mattson (Finland) | Moskva Domare: Anders Mattson (Finland) |
| 20:00 UTC | 20:00 UTC    |                      |                 |                   | Moskva Domare: Anders Mattson (Finland) | Moskva Domare: Anders Mattson (Finland) |

| 13        | 23 juli 1980 | Tjeckoslovakien    | 1 – 1           | Nigeria         | Kirovstadion                                   |                                                |
| 19:00 UTC | 19:00 UTC    | Ladislav Vízek 25′ | (1 – 0) Rapport | 84′ Henry Nwosu | Leningrad Domare: Enrique Labo Revoredo (Peru) | Leningrad Domare: Enrique Labo Revoredo (Peru) |
| 19:00 UTC | 19:00 UTC    |                    |                 |                 | Leningrad Domare: Enrique Labo Revoredo (Peru) | Leningrad Domare: Enrique Labo Revoredo (Peru) |
| 19:00 UTC | 19:00 UTC    |                    |                 |                 | Leningrad Domare: Enrique Labo Revoredo (Peru) | Leningrad Domare: Enrique Labo Revoredo (Peru) |

| 22        | 25 juli 1980 | Colombia             | 1 – 0           | Nigeria | Dynamostadion                               |                                             |
| 20:00 UTC | 20:00 UTC    | Benjamin Cardona 55′ | (1 – 0) Rapport |         | Moskva Domare: Salim Naji Al-Hachami (Irak) | Moskva Domare: Salim Naji Al-Hachami (Irak) |
| 20:00 UTC | 20:00 UTC    |                      |                 |         | Moskva Domare: Salim Naji Al-Hachami (Irak) | Moskva Domare: Salim Naji Al-Hachami (Irak) |
| 20:00 UTC | 20:00 UTC    |                      |                 |         | Moskva Domare: Salim Naji Al-Hachami (Irak) | Moskva Domare: Salim Naji Al-Hachami (Irak) |

| 21        | 25 juli 1980 | Tjeckoslovakien | 0 – 0   | Kuwait | Kirovstadion                                  |                                               |
| 19:00 UTC | 19:00 UTC    |                 | Rapport |        | Leningrad Domare: Riccardo Lattanzi (Italien) | Leningrad Domare: Riccardo Lattanzi (Italien) |
| 19:00 UTC | 19:00 UTC    |                 |         |        | Leningrad Domare: Riccardo Lattanzi (Italien) | Leningrad Domare: Riccardo Lattanzi (Italien) |
| 19:00 UTC | 19:00 UTC    |                 |         |        | Leningrad Domare: Riccardo Lattanzi (Italien) | Leningrad Domare: Riccardo Lattanzi (Italien) |

#### Grupp C
| Nr | Lag         | S | V | O | F | GM | IM | MS | P |
| -- | ----------- | - | - | - | - | -- | -- | -- | - |
| 1  | Östtyskland | 3 | 2 | 1 | 0 | 7  | 1  | +6 | 5 |
| 2  | Algeriet    | 3 | 1 | 1 | 1 | 4  | 2  | +2 | 3 |
| 3  | Spanien     | 3 | 0 | 3 | 0 | 2  | 2  | 0  | 3 |
| 4  | Syrien      | 3 | 0 | 1 | 2 | 0  | 8  | −8 | 1 |

| 3         | 20 juli 1980 | Östtyskland     | 1 – 1           | Spanien           | Republikstadion                                     |                                                     |
| 20:00 UTC | 20:00 UTC    | Dieter Kühn 49′ | (0 – 0) Rapport | 50′ Marcos Alonso | Kiev Publik: 100 000 Domare: Ulf Eriksson (Sverige) | Kiev Publik: 100 000 Domare: Ulf Eriksson (Sverige) |
| 20:00 UTC | 20:00 UTC    |                 |                 |                   | Kiev Publik: 100 000 Domare: Ulf Eriksson (Sverige) | Kiev Publik: 100 000 Domare: Ulf Eriksson (Sverige) |
| 20:00 UTC | 20:00 UTC    |                 |                 |                   | Kiev Publik: 100 000 Domare: Ulf Eriksson (Sverige) | Kiev Publik: 100 000 Domare: Ulf Eriksson (Sverige) |

| 4         | 20 juli 1980 | Algeriet                                                            | 3 – 0           | Syrien | Dinamostadion                                    |                                                  |
| 20:00 UTC | 20:00 UTC    | Lakhdar Belloumi 36′ Rabah Madjer 48′ Chaabane Merzekane 73′ (str.) | (1 – 0) Rapport |        | Minsk Domare: Vojtech Christov (Tjeckoslovakien) | Minsk Domare: Vojtech Christov (Tjeckoslovakien) |
| 20:00 UTC | 20:00 UTC    |                                                                     |                 |        | Minsk Domare: Vojtech Christov (Tjeckoslovakien) | Minsk Domare: Vojtech Christov (Tjeckoslovakien) |
| 20:00 UTC | 20:00 UTC    |                                                                     |                 |        | Minsk Domare: Vojtech Christov (Tjeckoslovakien) | Minsk Domare: Vojtech Christov (Tjeckoslovakien) |

| 11        | 22 juli 1980 | Östtyskland         | 1 – 0           | Algeriet | Republikstadion                                              |                                                              |
| 19:00 UTC | 19:00 UTC    | Frank Terletzki 61′ | (0 – 0) Rapport |          | Kiev Publik: 70 000 Domare: Romualdo Arppi Filho (Brasilien) | Kiev Publik: 70 000 Domare: Romualdo Arppi Filho (Brasilien) |
| 19:00 UTC | 19:00 UTC    |                     |                 |          | Kiev Publik: 70 000 Domare: Romualdo Arppi Filho (Brasilien) | Kiev Publik: 70 000 Domare: Romualdo Arppi Filho (Brasilien) |
| 19:00 UTC | 19:00 UTC    |                     |                 |          | Kiev Publik: 70 000 Domare: Romualdo Arppi Filho (Brasilien) | Kiev Publik: 70 000 Domare: Romualdo Arppi Filho (Brasilien) |

| 12        | 22 juli 1980 | Spanien | 0 – 0   | Syrien | Dinamostadion                                |                                              |
| 19:00 UTC | 19:00 UTC    |         | Rapport |        | Minsk Domare: José Castro Lozada (Venezuela) | Minsk Domare: José Castro Lozada (Venezuela) |
| 19:00 UTC | 19:00 UTC    |         |         |        | Minsk Domare: José Castro Lozada (Venezuela) | Minsk Domare: José Castro Lozada (Venezuela) |
| 19:00 UTC | 19:00 UTC    |         |         |        | Minsk Domare: José Castro Lozada (Venezuela) | Minsk Domare: José Castro Lozada (Venezuela) |

| 20        | 24 juli 1980 | Spanien             | 1 – 1           | Algeriet             | Dinamostadion                                 |                                               |
| 19:00 UTC | 19:00 UTC    | Hipólito Rincón 38′ | (1 – 0) Rapport | 63′ Lakhdar Belloumi | Minsk Domare: Eldar Azim Zade (Sovjetunionen) | Minsk Domare: Eldar Azim Zade (Sovjetunionen) |
| 19:00 UTC | 19:00 UTC    |                     |                 |                      | Minsk Domare: Eldar Azim Zade (Sovjetunionen) | Minsk Domare: Eldar Azim Zade (Sovjetunionen) |
| 19:00 UTC | 19:00 UTC    |                     |                 |                      | Minsk Domare: Eldar Azim Zade (Sovjetunionen) | Minsk Domare: Eldar Azim Zade (Sovjetunionen) |

| 19        | 24 juli 1980 | Östtyskland                                                                     | 5 – 0           | Syrien | Republikstadion                                    |                                                    |
| 19:00 UTC | 19:00 UTC    | Lothar Hause 6′ Wolf-Rüdiger Netz 25′, 45′ Werner Peter 75′ Frank Terletzki 82′ | (3 – 0) Rapport |        | Kiev Publik: 80 000 Domare: Ulf Eriksson (Sverige) | Kiev Publik: 80 000 Domare: Ulf Eriksson (Sverige) |
| 19:00 UTC | 19:00 UTC    |                                                                                 |                 |        | Kiev Publik: 80 000 Domare: Ulf Eriksson (Sverige) | Kiev Publik: 80 000 Domare: Ulf Eriksson (Sverige) |
| 19:00 UTC | 19:00 UTC    |                                                                                 |                 |        | Kiev Publik: 80 000 Domare: Ulf Eriksson (Sverige) | Kiev Publik: 80 000 Domare: Ulf Eriksson (Sverige) |

#### Grupp D
| Nr | Lag         | S | V | O | F | GM | IM | MS | P |
| -- | ----------- | - | - | - | - | -- | -- | -- | - |
| 1  | Jugoslavien | 3 | 2 | 1 | 0 | 6  | 3  | +3 | 5 |
| 2  | Irak        | 3 | 1 | 2 | 0 | 4  | 1  | +3 | 4 |
| 3  | Finland     | 3 | 1 | 1 | 1 | 3  | 2  | +1 | 3 |
| 4  | Costa Rica  | 3 | 0 | 0 | 3 | 2  | 9  | −7 | 0 |

| 7         | 21 juli 1980 | Jugoslavien                              | 2 – 0           | Finland | Dinamostadion                              |                                            |
| 19:00 UTC | 19:00 UTC    | Dževad Šećerbegović 56′ Miloš Šestić 58′ | (0 – 0) Rapport |         | Minsk Domare: Mario Rubio Vázquez (Mexiko) | Minsk Domare: Mario Rubio Vázquez (Mexiko) |
| 19:00 UTC | 19:00 UTC    |                                          |                 |         | Minsk Domare: Mario Rubio Vázquez (Mexiko) | Minsk Domare: Mario Rubio Vázquez (Mexiko) |
| 19:00 UTC | 19:00 UTC    |                                          |                 |         | Minsk Domare: Mario Rubio Vázquez (Mexiko) | Minsk Domare: Mario Rubio Vázquez (Mexiko) |

| 8         | 21 juli 1980 | Irak                                                      | 3 – 0           | Costa Rica | Republikstadion                      |                                      |
| 19:00 UTC | 19:00 UTC    | Hadi Ahmad Basheer 45′ Hussein Saeed 49′ Falah Hassan 75′ | (1 – 0) Rapport |            | Kiev Domare: Nyirenda Chayu (Zambia) | Kiev Domare: Nyirenda Chayu (Zambia) |
| 19:00 UTC | 19:00 UTC    |                                                           |                 |            | Kiev Domare: Nyirenda Chayu (Zambia) | Kiev Domare: Nyirenda Chayu (Zambia) |
| 19:00 UTC | 19:00 UTC    |                                                           |                 |            | Kiev Domare: Nyirenda Chayu (Zambia) | Kiev Domare: Nyirenda Chayu (Zambia) |

| 15        | 23 juli 1980 | Jugoslavien                              | 3 – 2           | Costa Rica                      | Dinamostadion                              |                                            |
| 19:00 UTC | 19:00 UTC    | Zlatko Vujović 6′, 54′ Boro Primorac 24′ | (2 – 1) Rapport | 35′ Jorge White 90′ Omar Arroyo | Minsk Domare: Bassey Eyo-Honesty (Nigeria) | Minsk Domare: Bassey Eyo-Honesty (Nigeria) |
| 19:00 UTC | 19:00 UTC    |                                          |                 |                                 | Minsk Domare: Bassey Eyo-Honesty (Nigeria) | Minsk Domare: Bassey Eyo-Honesty (Nigeria) |
| 19:00 UTC | 19:00 UTC    |                                          |                 |                                 | Minsk Domare: Bassey Eyo-Honesty (Nigeria) | Minsk Domare: Bassey Eyo-Honesty (Nigeria) |

| 16        | 23 juli 1980 | Finland | 0 – 0   | Irak | Republikstadion                                          |                                                          |
| 19:00 UTC | 19:00 UTC    |         | Rapport |      | Kiev Publik: 40 000 Domare: Ramón Calderón Castro (Kuba) | Kiev Publik: 40 000 Domare: Ramón Calderón Castro (Kuba) |
| 19:00 UTC | 19:00 UTC    |         |         |      | Kiev Publik: 40 000 Domare: Ramón Calderón Castro (Kuba) | Kiev Publik: 40 000 Domare: Ramón Calderón Castro (Kuba) |
| 19:00 UTC | 19:00 UTC    |         |         |      | Kiev Publik: 40 000 Domare: Ramón Calderón Castro (Kuba) | Kiev Publik: 40 000 Domare: Ramón Calderón Castro (Kuba) |

| 24        | 25 juli 1980 | Finland                                         | 3 – 0           | Costa Rica | Republikstadion                               |                                               |
| 19:00 UTC | 19:00 UTC    | Ari Tissari 18′ Jouko Alila 58′ Jouko Soini 88′ | (1 – 0) Rapport |            | Kiev Domare: Ali Albannai Abdulwahab (Kuwait) | Kiev Domare: Ali Albannai Abdulwahab (Kuwait) |
| 19:00 UTC | 19:00 UTC    |                                                 |                 |            | Kiev Domare: Ali Albannai Abdulwahab (Kuwait) | Kiev Domare: Ali Albannai Abdulwahab (Kuwait) |
| 19:00 UTC | 19:00 UTC    |                                                 |                 |            | Kiev Domare: Ali Albannai Abdulwahab (Kuwait) | Kiev Domare: Ali Albannai Abdulwahab (Kuwait) |

| 23        | 25 juli 1980 | Jugoslavien       | 1 – 1           | Irak             | Dinamostadion                       |                                     |
| 19:00 UTC | 19:00 UTC    | Zoran Vujović 63′ | (0 – 0) Rapport | 61′ Falah Hassan | Minsk Domare: André Daina (Schweiz) | Minsk Domare: André Daina (Schweiz) |
| 19:00 UTC | 19:00 UTC    |                   |                 |                  | Minsk Domare: André Daina (Schweiz) | Minsk Domare: André Daina (Schweiz) |
| 19:00 UTC | 19:00 UTC    |                   |                 |                  | Minsk Domare: André Daina (Schweiz) | Minsk Domare: André Daina (Schweiz) |

### Slutspel

#### Slutspelsträd
|  | Kvartsfinaler            | Kvartsfinaler         |                         |   | Semifinaler | Semifinaler |  |  | Final | Final |
|  |                          |                       |                         |   |             |             |  |  |       |       |
|  | 27 juli 1980 - Moskva    |                       |                         |   |             |             |  |  |       |       |
|  |                          |                       |                         |   |             |             |  |  |       |       |
|  | Sovjetunionen            | 2                     |                         |   |             |             |  |  |       |       |
|  | Sovjetunionen            | 2                     | 29 juli 1980 - Moskva   |   |             |             |  |  |       |       |
|  | Kuwait                   | 1                     |                         |   |             |             |  |  |       |       |
|  | Kuwait                   | 1                     | Östtyskland             | 1 |             |             |  |  |       |       |
|  | 27 juli 1980 - Kiev      |                       | Östtyskland             | 1 |             |             |  |  |       |       |
|  |                          | Sovjetunionen         | 0                       |   |             |             |  |  |       |       |
|  | Östtyskland              | Sovjetunionen         | 0                       | 4 |             |             |  |  |       |       |
|  | Östtyskland              |                       | 2 augusti 1980 - Moskva | 4 |             |             |  |  |       |       |
|  | Irak                     | 0                     |                         |   |             |             |  |  |       |       |
|  | Irak                     | 0                     | Tjeckoslovakien         | 1 |             |             |  |  |       |       |
|  | 27 juli 1980 - Leningrad |                       | Tjeckoslovakien         | 1 |             |             |  |  |       |       |
|  |                          | Östtyskland           | 0                       |   |             |             |  |  |       |       |
|  | Tjeckoslovakien          | Östtyskland           | 0                       | 3 |             |             |  |  |       |       |
|  | Tjeckoslovakien          | 29 juli 1980 - Moskva |                         | 3 |             |             |  |  |       |       |
|  | Kuba                     | 0                     |                         |   |             |             |  |  |       |       |
|  | Kuba                     | 0                     | Tjeckoslovakien         | 2 |             |             |  |  |       |       |
|  | 27 juli 1980 - Minsk     |                       | Tjeckoslovakien         | 2 |             |             |  |  |       |       |
|  |                          | Jugoslavien           | 0                       |   | Bronsmatch  | Bronsmatch  |  |  |       |       |
|  | Jugoslavien              | Jugoslavien           | 0                       | 3 | Bronsmatch  | Bronsmatch  |  |  |       |       |
|  | Jugoslavien              |                       | 1 augusti 1980 - Moskva | 3 |             |             |  |  |       |       |
|  | Algeriet                 | 0                     |                         |   |             |             |  |  |       |       |
|  | Algeriet                 | 0                     | Sovjetunionen           | 2 |             |             |  |  |       |       |
|  |                          |                       |                         |   |             |             |  |  |       |       |
|  | Jugoslavien              | 0                     |                         |   |             |             |  |  |       |       |
|  | Jugoslavien              | 0                     |                         |   |             |             |  |  |       |       |

#### Kvartsfinaler
| 28        | 27 juli 1980 | Jugoslavien                                          | 3 – 0           | Algeriet | Dinamostadion                               |                                             |
| 18:00 UTC | 18:00 UTC    | Ante Miročević 5′ Miloš Šestić 19′ Zoran Vujović 70′ | (2 – 0) Rapport |          | Minsk Domare: Klaus Scheurell (Östtyskland) | Minsk Domare: Klaus Scheurell (Östtyskland) |
| 18:00 UTC | 18:00 UTC    |                                                      |                 |          | Minsk Domare: Klaus Scheurell (Östtyskland) | Minsk Domare: Klaus Scheurell (Östtyskland) |
| 18:00 UTC | 18:00 UTC    |                                                      |                 |          | Minsk Domare: Klaus Scheurell (Östtyskland) | Minsk Domare: Klaus Scheurell (Östtyskland) |

| 25        | 27 juli 1980 | Sovjetunionen                           | 2 – 1           | Kuwait            | Dynamostadion                                              |                                                            |
| 18:00 UTC | 18:00 UTC    | Fjodor Tjerenkov 30′ Jurij Gavrilov 51′ | (1 – 0) Rapport | 59′ Jassem Sultan | Moskva Publik: 48 000 Domare: Mario Rubio Vazquez (Mexiko) | Moskva Publik: 48 000 Domare: Mario Rubio Vazquez (Mexiko) |
| 18:00 UTC | 18:00 UTC    |                                         |                 |                   | Moskva Publik: 48 000 Domare: Mario Rubio Vazquez (Mexiko) | Moskva Publik: 48 000 Domare: Mario Rubio Vazquez (Mexiko) |
| 18:00 UTC | 18:00 UTC    |                                         |                 |                   | Moskva Publik: 48 000 Domare: Mario Rubio Vazquez (Mexiko) | Moskva Publik: 48 000 Domare: Mario Rubio Vazquez (Mexiko) |

| 26        | 27 juli 1980 | Tjeckoslovakien                             | 3 – 0           | Kuba | Kirovstadion                                   |                                                |
| 18:00 UTC | 18:00 UTC    | Ladislav Vízek 29′, 59′ Lubomír Pokluda 90′ | (1 – 0) Rapport |      | Leningrad Domare: Enrique Labo Revoredo (Peru) | Leningrad Domare: Enrique Labo Revoredo (Peru) |
| 18:00 UTC | 18:00 UTC    |                                             |                 |      | Leningrad Domare: Enrique Labo Revoredo (Peru) | Leningrad Domare: Enrique Labo Revoredo (Peru) |
| 18:00 UTC | 18:00 UTC    |                                             |                 |      | Leningrad Domare: Enrique Labo Revoredo (Peru) | Leningrad Domare: Enrique Labo Revoredo (Peru) |

| 27        | 27 juli 1980 | Östtyskland                                                                                   | 4 – 0           | Irak | Republikstadion                                               |                                                               |
| 18:00 UTC | 18:00 UTC    | Rüdiger Schnuphase 4′ (str.) Wolf-Rüdiger Netz 11′ Wolfgang Steinbach 17′ Frank Terletzki 22′ | (4 – 0) Rapport |      | Kiev Publik: 100 000 Domare: Romualdo Arppi Filho (Brasilien) | Kiev Publik: 100 000 Domare: Romualdo Arppi Filho (Brasilien) |
| 18:00 UTC | 18:00 UTC    |                                                                                               |                 |      | Kiev Publik: 100 000 Domare: Romualdo Arppi Filho (Brasilien) | Kiev Publik: 100 000 Domare: Romualdo Arppi Filho (Brasilien) |
| 18:00 UTC | 18:00 UTC    |                                                                                               |                 |      | Kiev Publik: 100 000 Domare: Romualdo Arppi Filho (Brasilien) | Kiev Publik: 100 000 Domare: Romualdo Arppi Filho (Brasilien) |

#### Semifinaler
| 29        | 29 juli 1980 | Sovjetunionen | 0 – 1           | Östtyskland           | Luzjnikistadion                                      |                                                      |
| 20:00 UTC | 20:00 UTC    |               | (0 – 1) Rapport | 16′ Wolf-Rüdiger Netz | Moskva Publik: 95 000 Domare: Ulf Eriksson (Sverige) | Moskva Publik: 95 000 Domare: Ulf Eriksson (Sverige) |
| 20:00 UTC | 20:00 UTC    |               |                 |                       | Moskva Publik: 95 000 Domare: Ulf Eriksson (Sverige) | Moskva Publik: 95 000 Domare: Ulf Eriksson (Sverige) |
| 20:00 UTC | 20:00 UTC    |               |                 |                       | Moskva Publik: 95 000 Domare: Ulf Eriksson (Sverige) | Moskva Publik: 95 000 Domare: Ulf Eriksson (Sverige) |

| 30        | 29 juli 1980 | Tjeckoslovakien                    | 2 – 0           | Jugoslavien | Dynamostadion                                           |                                                         |
| 20:00 UTC | 20:00 UTC    | Werner Lička 4′ Zdeněk Sreiner 18′ | (2 – 0) Rapport |             | Moskva Publik: 48 000 Domare: Franz Woehrer (Österrike) | Moskva Publik: 48 000 Domare: Franz Woehrer (Österrike) |
| 20:00 UTC | 20:00 UTC    |                                    |                 |             | Moskva Publik: 48 000 Domare: Franz Woehrer (Österrike) | Moskva Publik: 48 000 Domare: Franz Woehrer (Österrike) |
| 20:00 UTC | 20:00 UTC    |                                    |                 |             | Moskva Publik: 48 000 Domare: Franz Woehrer (Österrike) | Moskva Publik: 48 000 Domare: Franz Woehrer (Österrike) |

#### Match om tredjepris
| 31        | 1 augusti 1980 | Sovjetunionen                            | 2 – 0           | Jugoslavien | Dynamostadion                                                              |                                                                            |
| 20:00 UTC | 20:00 UTC      | Choren Oganesian 67′ Sergej Andrejev 82′ | (0 – 0) Rapport |             | Moskva Publik: 45 000 Domare: Robert Valentine (Skottland, Storbritannien) | Moskva Publik: 45 000 Domare: Robert Valentine (Skottland, Storbritannien) |
| 20:00 UTC | 20:00 UTC      |                                          |                 |             | Moskva Publik: 45 000 Domare: Robert Valentine (Skottland, Storbritannien) | Moskva Publik: 45 000 Domare: Robert Valentine (Skottland, Storbritannien) |
| 20:00 UTC | 20:00 UTC      |                                          |                 |             | Moskva Publik: 45 000 Domare: Robert Valentine (Skottland, Storbritannien) | Moskva Publik: 45 000 Domare: Robert Valentine (Skottland, Storbritannien) |

#### Final
| 32        | 2 augusti 1980 | Tjeckoslovakien      | 1 – 0           | Östtyskland | Luzjnikistadion                                               |                                                               |
| 19:00 UTC | 19:00 UTC      | Jindřich Svoboda 77′ | (0 – 0) Rapport |             | Moskva Publik: 70 000 Domare: Eldar Azim Zade (Sovjetunionen) | Moskva Publik: 70 000 Domare: Eldar Azim Zade (Sovjetunionen) |
| 19:00 UTC | 19:00 UTC      |                      |                 |             | Moskva Publik: 70 000 Domare: Eldar Azim Zade (Sovjetunionen) | Moskva Publik: 70 000 Domare: Eldar Azim Zade (Sovjetunionen) |
| 19:00 UTC | 19:00 UTC      |                      |                 |             | Moskva Publik: 70 000 Domare: Eldar Azim Zade (Sovjetunionen) | Moskva Publik: 70 000 Domare: Eldar Azim Zade (Sovjetunionen) |